# Hrabstwo Benewah
Hrabstwo Benewah (ang. Benewah County) – hrabstwo w stanie Idaho w Stanach Zjednoczonych. Obszar całkowity hrabstwa obejmuje powierzchnię 783,98 mil² (2030,5 km²). Według szacunków United States Census Bureau w roku 2009 miało 9258 mieszkańców. Jego siedzibą administracyjną jest St. Maries.
Jednostka administracyjna została wydzielona 23 stycznia 1915 r. z południowej części hrabstwa Kootenai. Nazwa pochodzi od imienia indiańskiego wodza plemienia Coeur d'Alene. Na obszarze obecnego hrabstwa osady powstawały po 1860 r., kiedy zakończono budowę drogi Mullan Road, jednak większość osadników przybyła na te tereny dopiero po odkryciu złóż złota w pobliżu St. Maries w 1880 r.

## Miejscowości
- Plummer
- St. Maries
- Tensed

## CDP
- De Smet
- Parkline